# Wiener Stadthalle
Wiener Stadthalle – wielofunkcyjna hala sportowa znajdująca się w Wiedniu w Austrii. Budowana była między 1953 a 1958 rokiem.
W 1970 roku rozegrano w niej halowe mistrzostwa Europy w lekkoatletyce, a od 1974 roku odbywa się tam turniej tenisa ziemnego. Obiekt był także areną meczów MŚ w hokeju na lodzie 2005, ME w piłce ręcznej mężczyzn 2010, ME w siatkówce mężczyzn 2011, a także po zbudowaniu tymczasowego basenu ME w pływaniu na krótkim basenie 2004.
Wiener Stadthalle jest również halą koncertową. W hali występowały następujące gwiazdy światowego formatu: 30 Seconds to Mars, ABBA, AC/DC, Aerosmith, A-ha, Al Bano, Alice Cooper, Alicia Keys, Alanis Morissette, Anastacia, Andrea Bocelli, Ariana Grande, Backstreet Boys, The Beach Boys, Bee Gees, Beyoncé Knowles, Bob Dylan, Björk, Black Sabbath, Blink-182, Bruno Mars, Bryan Adams, Brian Wilson, Britney Spears, Bruce Springsteen, Charles Aznavour, Cher, Christina Aguilera, Coldplay, The Corrs, Céline Dion, The Cure, David Bowie, Deep Purple, Depeche Mode, Dire Straits, Dua Lipa, Duran Duran, Elton John, Ellie Goulding, Ennio Morricone, Europe, Falco, Foo Fighters, Franz Ferdinand, George Michael, Gianna Nannini, Gorillaz, Googoosh, Guns N’ Roses, Gwen Stefani, Nina Hagen, Iron Maiden, Janet Jackson, Jason Derulo, Jean-Michel Jarre, Jon Bon Jovi,  Jonas Brothers, Jovanotti, Justin Bieber, Justin Timberlake, Katy Perry, Kiss, Kylie Minogue, Lady Gaga, Laura Pausini, LMFAO, Led Zeppelin, Lenny Kravitz, Lionel Richie, Linkin Park, Louis Tomlinson, Mariah Carey, Marilyn Manson, Metallica, Michael Bublé, Miley Cyrus, Muse, The National, Neil Diamond, Nena, New Kids on the Block, Nick Cave, Oasis, OneRepublic, Ozzy Osbourne, Pearl Jam, Per Gessle, Percy Sledge, Pitbull, Placebo, Judas Priest, Prince, The Prodigy, Queen, Queen + Adam Lambert, Queen + Paul Rodgers, Queens of the Stone Age, Rammstein, Red Hot Chili Peppers, Romina Power, Rod Stewart, The Rolling Stones, Robbie Williams, Roxette, Sade, Santana, Sarah Brightman, Selena Gomez, Shakira, Shania Twain, Shawn Mendes, Slash, Slipknot, The Smashing Pumpkins, Spice Girls, Ringo Starr, Status Quo, Sting, Take That, Tarkan, Tina Turner, U2, Uriah Heep, Roger Waters, The Who, Whitney Houston, Wu Tang Clan, Yes, ZZ Top.
W 2015 roku w hali odbył się 60. Konkurs Piosenki Eurowizji. W 2026 roku odbędzie się tu 70. Konkurs Piosenki Eurowizji.